# Temporada 2017 de Fórmula 1
La temporada 2017 de Fórmula 1 és la 68a temporada del Campionat Mundial de Fórmula 1 de la història. És organitzada per la Federació Internacional d'Automobilisme (FIA).

## Escuderies i pilots
La següent taula mostra els pilots confirmats oficialment per les seves escuderies per al Mundial 2017 de Fórmula 1.
| Escuderia                        | Constructor | Xassís           | Motor                         | Pneu.. | Nº | Pilots titulars    | Sigles | GP          | Pilots de proves               |
| -------------------------------- | ----------- | ---------------- | ----------------------------- | ------ | -- | ------------------ | ------ | ----------- | ------------------------------ |
| Mercedes AMG Petronas Motorsport | Mercedes    | F1 W08 EQ Power+ | Mercedes-AMG F1 M08 EQ Power+ | P.॥॥   | 44 | Lewis Hamilton     | HAM    | 1-15        | George Russell                 |
| Mercedes AMG Petronas Motorsport | Mercedes    | F1 W08 EQ Power+ | Mercedes-AMG F1 M08 EQ Power+ | P.॥॥   | 77 | Valtteri Bottas    | BOT    | 1-15        | George Russell                 |
| Red Bull Racing                  | Red Bull    | RB13             | TAG Heuer R.I.17              | P.॥॥   | 3  | Daniel Ricciardo   | RIC    | 1-15        | Pierre Gasly                   |
| Red Bull Racing                  | Red Bull    | RB13             | TAG Heuer R.I.17              | P.॥॥   | 33 | Max Verstappen     | VES    | 1-15        | Pierre Gasly                   |
| Scuderia Ferrari                 | Ferrari     | SF70H            | Ferrari 062                   | P.॥॥   | 5  | Sebastian Vettel   | VET    | 1-15        | Antonio Giovinazzi             |
| Scuderia Ferrari                 | Ferrari     | SF70H            | Ferrari 062                   | P.॥॥   | 7  | Kimi Räikkönen     | RAI    | 1-15        | Antonio Giovinazzi             |
| Sahara Force India F1 Team       | Force India | VJM10            | Mercedes-AMG F1 M08 EQ Power+ | P.॥॥   | 11 | Sergio Pérez       | PER    | 1-15        | Alfonso Celis Jr               |
| Sahara Force India F1 Team       | Force India | VJM10            | Mercedes-AMG F1 M08 EQ Power+ | P.॥॥   | 31 | Esteban Ocon       | OCO    | 1-15        | Alfonso Celis Jr               |
| Williams Martini Racing          | Williams    | FW40             | Mercedes-AMG F1 M08 EQ Power+ | P.॥॥   | 18 | Lance Stroll       | STR    | 1-15        | Gary Paffett                   |
| Williams Martini Racing          | Williams    | FW40             | Mercedes-AMG F1 M08 EQ Power+ | P.॥॥   | 19 | Felipe Massa       | MAS    | 1-10, 12-15 | Gary Paffett                   |
| Williams Martini Racing          | Williams    | FW40             | Mercedes-AMG F1 M08 EQ Power+ | P.॥॥   | 40 | Paul di Resta      | DIR    | 11          | Gary Paffett                   |
| McLaren Honda                    | McLaren     | MCL32            | Honda RA617H                  | P.॥॥   | 2  | Stoffel Vandoorne  | VAN    | 1-15        | Oliver Turvey                  |
| McLaren Honda                    | McLaren     | MCL32            | Honda RA617H                  | P.॥॥   | 14 | Fernando Alonso    | ALO    | 1-5, 7-15   | Oliver Turvey                  |
| McLaren Honda                    | McLaren     | MCL32            | Honda RA617H                  | P.॥॥   | 22 | Jenson Button      | BUT    | 6           | Oliver Turvey                  |
| Scuderia Toro Rosso              | Toro Rosso  | STR12            | Renault R.I.17                | P.॥॥   | 10 | Pierre Gasly       | GAS    | 15          | Sean Gelael                    |
| Scuderia Toro Rosso              | Toro Rosso  | STR12            | Renault R.I.17                | P.॥॥   | 26 | Daniil Kvyat       | KVY    | 1-14        | Sean Gelael                    |
| Scuderia Toro Rosso              | Toro Rosso  | STR12            | Renault R.I.17                | P.॥॥   | 55 | Carlos Sainz       | SAI    | 1-15        | Sean Gelael                    |
| Haas F1 Team                     | Haas        | VF-17            | Ferrari 062                   | P.॥॥   | 8  | Romain Grosjean    | GRO    | 1-15        | Santino Ferrucci · Arjun Maini |
| Haas F1 Team                     | Haas        | VF-17            | Ferrari 062                   | P.॥॥   | 20 | Kevin Magnussen    | MAG    | 1-15        | Santino Ferrucci · Arjun Maini |
| Renault Sport F1 Team            | Renault     | R.S.17           | Renault R.I.17                | P.॥॥   | 27 | Nico Hülkenberg    | HUL    | 1-15        | Sergey Sirotkin                |
| Renault Sport F1 Team            | Renault     | R.S.17           | Renault R.I.17                | P.॥॥   | 30 | Jolyon Palmer      | PAL    | 1-15        | Sergey Sirotkin                |
| Sauber F1 Team                   | Sauber      | C36              | Ferrari 061                   | P.॥॥   | 9  | Marcus Ericsson    | ERI    | 1-15        | Tatiana Calderón               |
| Sauber F1 Team                   | Sauber      | C36              | Ferrari 061                   | P.॥॥   | 36 | Antonio Giovinazzi | GIO    | 1-2         | Tatiana Calderón               |
| Sauber F1 Team                   | Sauber      | C36              | Ferrari 061                   | P.॥॥   | 94 | Pascal Wehrlein    | WEH    | 3-15        | Tatiana Calderón               |

## Calendari de presentacions
| Escuderia    | Xassís | Imatge | Data         | Lloc                           |
| ------------ | ------ | ------ | ------------ | ------------------------------ |
| Williams     | FW40   |        | 25 de febrer | Online                         |
| Sauber       | C36    |        | 20 de febrer | Online                         |
| Renault      | R.S.17 |        | 21 de febrer | Londres                        |
| Force India* | VJM10  |        | 22 de febrer | Circuit de Silverstone         |
| Mercedes     | F1 W08 |        | 23 de febrer | Circuit de Silverstone         |
| Ferrari      | SF70H  |        | 24 de febrer | Circuit de Fiorano             |
| McLaren      | MCL32  |        | 24 de febrer | Woking                         |
| Toro Rosso   | STR12  |        | 26 de febrer | Circuit de Barcelona-Catalunya |
| Red Bull     | RB13   |        | 26 de febrer | Circuit de Barcelona-Catalunya |
| Haas         | VF-17  |        | 26 de febrer | Circuit de Barcelona-Catalunya |

- La decoració del VJM10 va ser canviada després de la pretemporada per a causa d'un nou patrocinador principal en Force Índia.[45]
- Haas va canviar part de la decoració del VF-17 a partir del Gran Premi de Mònaco.[46]

## Pretemporada
- Els tests de pretemporada es disputaran en dues dates diferents, del 27 de febrer al 2 de març i del 7 al 10 de març. El circuit escollit serà una vegada més, el Circuit de Barcelona-Catalunya, a Barcelona (Espanya).[47]

| N.º | Circuit                                  | Mapa del Circuit     | Resultats        | Resultats | Resultats | Resultats    | Resultats |
| --- | ---------------------------------------- | -------------------- | ---------------- | --------- | --------- | ------------ | --------- |
| 1   | Circuit de Barcelona-Catalunya, Montmeló |                      |                  | Pilot     | Escuderia | Millor temps | Voltes    |
| 1   | Circuit de Barcelona-Catalunya, Montmeló | Dia 1 - 27 de febrer | Lewis Hamilton   | Mercedes  | 1:21.765  | 73           |           |
| 1   | Circuit de Barcelona-Catalunya, Montmeló | Dia 2 - 28 de febrer | Kimi Räikkönen   | Ferrari   | 1:20.960  | 107          |           |
| 1   | Circuit de Barcelona-Catalunya, Montmeló | Dia 3 - 1 de març    | Valtteri Bottas  | Mercedes  | 1:19.705  | 75           |           |
| 1   | Circuit de Barcelona-Catalunya, Montmeló | Dia 4 - 2 de març    | Kimi Räikkönen   | Ferrari   | 1:20.872  | 93           |           |
| 1   | Circuit de Barcelona-Catalunya, Montmeló | Resultats complets   |                  |           |           |              |           |
| 2   | Circuit de Barcelona-Catalunya, Montmeló |                      |                  | Pilot     | Escuderia | Millor temps | Voltes    |
| 2   | Circuit de Barcelona-Catalunya, Montmeló | Dia 1 - 7 de març    | Felipe Massa     | Williams  | 1:19.726  | 65           |           |
| 2   | Circuit de Barcelona-Catalunya, Montmeló | Dia 2 - 8 de març    | Valtteri Bottas  | Mercedes  | 1:19.310  | 70           |           |
| 2   | Circuit de Barcelona-Catalunya, Montmeló | Dia 3 - 9 de març    | Sebastian Vettel | Ferrari   | 1:19.024  | 156          |           |
| 2   | Circuit de Barcelona-Catalunya, Montmeló | Dia 4 - 10 de març   | Kimi Räikkönen   | Ferrari   | 1:18.634  | 111          |           |

## Calendari
| Ronda | Gran Premi           | Circuit                                       | Lliures 1      | Lliures 2      | Lliures 3      | Classificació  | Carrera        |
| ----- | -------------------- | --------------------------------------------- | -------------- | -------------- | -------------- | -------------- | -------------- |
| 1     | GP d'Austràlia       | Circuit d'Albert Park, Melbourne              | 24 de març     | 24 de març     | 25 de març     | 25 de març     | 26 de març     |
| 2     | GP de la Xina        | Circuit Internacional de Shanghái, Xangai     | 7 d'abril      | 7 d'abril      | 8 d'abril      | 8 d'abril      | 9 d'abril      |
| 3     | GP de Bahrain        | Circuit Internacional de Bahrain, Sakhir      | 16 d'abril     | 16 d'abril     | 15 d'abril     | 15 d'abril     | 16 d'abril     |
| 4     | GP de Rússia         | Autódromo de Sochi, Sochi                     | 28 d'abril     | 28 d'abril     | 29 d'abril     | 29 d'abril     | 30 d'abril     |
| 5     | GP d'Espanya         | Circuit de Barcelona-Catalunya, Montmeló      | 12 de maig     | 12 de maig     | 13 de maig     | 13 de maig     | 14 de maig     |
| 6     | GP de Mònaco         | Circuit de Mònaco, Montecarlo                 | 25 de maig     | 25 de maig     | 27 de maig     | 27 de maig     | 28 de maig     |
| 7     | GP del Canadà        | Circuit Gilles Villeneuve, Mont-real          | 9 de juny      | 9 de juny      | 10 de juny     | 10 de juny     | 11 de juny     |
| 8     | GP de l'Azerbaidjan  | Circuit de carrer de Bakú, Bakú               | 23 de juny     | 23 de juny     | 24 de juny     | 24 de juny     | 25 de juny     |
| 9     | GP d'Àustria         | Red Bull Ring, Spielberg                      | 7 de juliol    | 7 de juliol    | 8 de juliol    | 8 de juliol    | 9 de juliol    |
| 10    | GP de Gran Bretanya  | Circuit de Silverstone, Silverstone           | 14 de juliol   | 14 de juliol   | 15 de juliol   | 15 de juliol   | 16 de juliol   |
| 11    | GP d'Hongria         | Hungaroring, Budapest                         | 28 de juliol   | 28 de juliol   | 29 de juliol   | 29 de juliol   | 30 de juliol   |
| 12    | GP de Bèlgica        | Circuit de Spa-Francorchamps, Spa             | 25 d'agost     | 25 d'agost     | 26 d'agost     | 26 d'agost     | 27 d'agost     |
| 13    | GP d'Itàlia          | Autodromo Nazionale Monza, Monza              | 1 de setembre  | 1 de setembre  | 2 de setembre  | 2 de setembre  | 3 de setembre  |
| 14    | GP de Singapur       | Circuit de carrer de Marina Bay, Singapur     | 15 de setembre | 15 de setembre | 16 de setembre | 16 de setembre | 17 de setembre |
| 15    | GP de Malàisia       | Circuit Internacional de Sepang, Kuala Lumpur | 29 de setembre | 29 de setembre | 30 de setembre | 30 de setembre | 1 d'octubre    |
| 16    | GP del Japó          | Circuit de Suzuka, Prefectura de Mie          | 6 d'octubre    | 6 d'octubre    | 7 d'octubre    | 7 d'octubre    | 8 d'octubre    |
| 17    | GP dels Estats Units | Circuit de les Américas, Austin, Texas        | 20 d'octubre   | 20 d'octubre   | 21 d'octubre   | 21 d'octubre   | 22 d'octubre   |
| 18    | GP de Mèxic          | Autódromo Hermanos Rodríguez, Ciutat de Mèxic | 27 d'octubre   | 27 d'octubre   | 28 d'octubre   | 28 d'octubre   | 29 d'octubre   |
| 19    | GP de Brasil         | Autódromo José Carlos Pace, São Paulo         | 10 de novembre | 10 de novembre | 11 de novembre | 11 de novembre | 12 de novembre |
| 20    | GP d'Abu Dhabi       | Circuit Yas Marina, Yas Island, Abu Dhabi     | 24 de novembre | 24 de novembre | 25 de novembre | 25 de novembre | 26 de novembre |
| Font: |                      |                                               |                |                |                |                |                |

## Canvis

### Canvis en circuits
- L'inici de la temporada serà el 24 de març, 6 dies més tard que la temporada anterior. Serà la primera vegada que la temporada comença l'últim cap de setmana de març des de 2011.
- A diferència de la temporada 2016, es disputaran 20 carreres en lloc de 21 després dels problemes financers del Gran Premi d'Alemanya, que cau del calendari. La resta de cites es disputaran sense cap problema.[50]
- La FIA, en vista dels bons resultats obtinguts en el circuit urbà de Bakú, ha concedit el canvi de la denominació de Gran Premi d'Europa per tal que a partir del 2017 es disputi com a Gran Premi de l'Azerbaidjan.

### Canvis de pilots
- Stoffel Vandoorne intercanvia el lloc de pilot oficial de McLaren Honda amb Jenson Button, qui passa a ser pilot de proves de l'equip.[51]
- Esteban Ocon abandona Manor i recau en l'equip Force India com a substitut de Nico Hülkenberg.
- Nico Hülkenberg abandona Force India i recala en l'equip Renault com a substitut de Kevin Magnussen.
- Kevin Magnussen abandona Renault i recala en l'equip Haas com a substitut d'Esteban Gutiérrez.
- Pascal Wehrlein abandona Manor i recala en l'equip Sauber com a substitut de Felipe Nasr.
- Felipe Massa anuncia la seva retirada de la F1. No obstant, després del fitxatge de Bottas per part de Mercedes, el brasiler anuncia que continuarà competint aquesta temporada, sent recontractat per Williams.
- El 2 de desembre, cinc dies després de guanyar el mundial de 2016, Nico Rosberg va anunciar la seva retirada de la competició, per la qual cosa deixa un seient buit a Mercedes. El 16 de gener es confirma el fitxatge de Valtteri Bottas per Mercedes. Serà el primer campió vigent que deixa un lloc lliure des d'Alain Prost, en 1993.[52] El substitut de Bottas a Williams serà el pilot canadenc Lance Stroll, campió al 2016 de la Fórmula 3 Europea.
- Els pilots Felipe Nasr i Esteban Gutiérrez abandonen la categoria en no renovar amb els seus respectius equips i tampoc aconseguir seient en altres equips.[53][54]
- Antonio Giovinazzi va substituir a Pascal Wehrlein en la primera i segona carrera al no estar preparat al 100%

### Canvis en motors
- Red Bull segueix portant motors Renault però no sota la seva pròpia denominació: el 4 de desembre de 2015 es va confirmar que portaran el nom del seu patrocinador TAG Heuer.
- Toro Rosso deixa els motors Ferrari amb l'especificació de l'any 2015 per usar els nous de Renault.
- Aquesta temporada Sauber compta amb motors Ferrari, amb l'especificació de la temporada 2016.[55]

### Canvis tècnics
- Els canvis tècnics en el disseny dels xassís de 2017 preveuen millorar en 3 segons el temps per volta pel que fa a 2016.[56] Aquests canvis inclouen:
  - Alerons posteriors més amples i més baixos, per recuperar l'aspecte que els cotxes tenien a principis de segle.
  - Pneumàtics més amples per generar més grip mecànic. 305mm. els davanters i 405mm. els posteriors.
  - Augment de l'ample dels monoplaces (2000mm.) i de la seva càrrega aerodinàmica.
  - Alerons davanters més amples (1800mm.).
  - El pes mínim del monoplça amb el pilot augmentarà. Per contrarestar això, els equips tindran 105 kg. de capacitat màxima de combustible, 5 kg. més que al 2016.
- Es deixarà d'emprar el sistema de "tokens" per millorar el motor dels monoplaces, els quals passaran a estar regulats segons dimensions, pes i materials usats en cada motor.[57]
- Els motors seran un milió d'euros més barats en aquesta temporada que al 2016, i al 2018 hi haurà una altra reducció en el preu.[58]
- Els equips només podran consumir 4 motors en cada cotxe durant tota la temporada en lloc dels 5 utilitzats fins ara. A partir del quart motor s'aplicaran penalitzacions en forma de llocs a la graella. Tot i això, si es canvia més d'un motor en el mateix Gran Premi amb les penalitzacions corresponents, només es podrà muntar en els següents l'última unitat usada.[59]
- A causa de les modificacions que es faran en els pneumàtics de 2017 quant a dimensions i a l'augment de forces que hauran de suportar pel canvi en l'aerodinàmica, serà Pirelli qui triï els compostos de les primeres carreres de la propera temporada. Seran 2 jocs dels compostos més durs, 4 mitjans i 7 dels més tous.[60]

### Canvis esportius
- Amb l'objectiu de no perdre l'emoció de les sortides dels grans premis, el Consell Mundial del Motor ha acordat que, en cas que el cotxe de seguretat hagi de sortir per completar les primeres voltes d'una carrera en la qual la pluja faci impossible rodar amb seguretat, una vegada s'assequi la pista o deixi de ploure, els pilots arrencaran des de la seva posició en graella en aturat, com si es donés de nou la sortida a la carrera.[61]
- Es permetrà l'ús d'una decoració diferent en els cascs dels pilots durant una carrera per algun motiu especial, com la carrera de casa, i també en cas de canvi d'equip.[62]
- Els subministradors de motors tindran l'obligació d'arribar a acords de subministrament amb els equips que no tinguin signat cap acord amb algun propulsor.
- L'actual “Pilot del Dia” triat pels aficionats comptarà amb un premi, per la qual cosa s'intentarà que els vots siguin fins poc després de concloure la carrera. No s'ha especificat si puntuarà o es tractarà només d'un benefici econòmic.[63]
- A partir del Gran Premi d'Espanya de 2017 els cotxes portaran més decoració, com números més grans, la bandera del pilot o l'abreviatura del nom per poder ser identificats més clarament pels afeccionats.[64]

## Pneumàtics
Encara que no tenen ús en carrera, Pirelli proveeix als equips des de 2014 durant els entrenaments de pretemporada amb pneumàtics durs d'hivern, dissenyats específicament per rendir durant dies especialment freds. Es distingeixen dels altres per no portar cap mena de marcatge en el lateral.
En aquesta temporada, Pirelli nominarà dos jocs de carreres obligatòries per a cada vehicle. D'altra banda, un conjunt del compost més tou haurà de ser guardat per al seu ús només en la Q3. Els dos conjunts obligatoris triats per Pirelli poden ser de dos compostos diferents, des dels tres que han estat nominats per al cap de setmana. Aquests conjunts, òbviament, serà idèntic per a cada equip. Els 10 jocs restants poden ser triats per cada equip, a partir dels tres compostos nominats per al cap de setmana.
Els equips escolliran en un termini fixat per Pirelli. Ells comunicar les seves decisions a la FIA, que al seu torn dir-li Pirelli quants pneumàtics per produir. Les opcions per a cada vehicle es mantindrà en secret fins a 2 setmanes abans de la carrera. Si un equip no compleix amb la data límit, l'elecció es farà per la FIA.
Una vegada que s'han pres les decisions per a cada vehicle, la FIA seguirà per assignar els pneumàtics a l'atzar a través d'un codi de barres, com és el cas actualment. Les decisions preses per cada equip poden variar per a cadascun dels seus cotxes: el que cada conductor dins d'un equip poden tenir una assignació diferent. Els pneumàtics es distingeixen per diferents marques de color en les parets laterals, com és el cas actualment.

### Durant la carrera
Els equips encara hauran de retornar els pneumàtics en un horari determinat, però poden decidir quins pneumàtics per donar la volta en els següents terminis:
- Un joc després dels primers 40 minuts de FP1
- Un joc al final de la FP1
- Dos jocs al final de la FP2
- Dos jocs al final de FP3

Els dos conjunts obligatoris designats per Pirelli no poden ser retornats durant la pràctica i han d'estar disponibles per al seu ús en la carrera. Almenys un d'aquests dos grups ha de ser utilitzat durant la carrera, però els equips pot decidir quin.
| Nom del compost | Color | Color | Banda de rodadura | Condicions de circulació | Tipus del compost   | Adherència           | Longevitat        |
| --------------- | ----- | ----- | ----------------- | ------------------------ | ------------------- | -------------------- | ----------------- |
| Ultra tou       | US    |       | Llis              | Seco                     | Optatiu             | 5 - Més adherència   | 1 - Menys durador |
| Súper tou       | SS    |       | Llis              | Seco                     | Optatiu / Tou       | 4                    | 2                 |
| Tou             | S     |       | Llis              | Seco                     | Optatiu / Tou / Dur | 3                    | 3                 |
| Mitjà           | M     |       | Llis              | Seco                     | Tou / Duro          | 2                    | 4                 |
| Dur             | H     |       | Llis              | Seco                     | Dur                 | 1 - Menys adherència | 5 - Més durador   |
| Intermedi       | I     |       | Canales           | Mullat                   | Intermedi           |                      |                   |
| De pluja        | W     |       | Canales           | Mullat                   | De pluja            |                      |                   |

* Pirelli designa 3 tipus de pneumàtics secs per a cada Gran Premi segons el circuit. Hi ha un d'optatiu per a la carrera (el més tou) i dos obligatoris, un de dur i un altre tou.
El pneumàtic ultra tou s'estrenarà per primera vegada en el Gran Premi d'Austràlia.
| Compost   | AUS | CHN | BHR | RUS | ESP | MON | CAN | AZE | AUT | GBR | HON | BEL | ITA | SIN | MYS | JPN | USA | MEX | BRA | ABU |
| --------- | --- | --- | --- | --- | --- | --- | --- | --- | --- | --- | --- | --- | --- | --- | --- | --- | --- | --- | --- | --- |
| Optatiu   | US  | SS  | SS  | US  | S   | US  | US  | SS  | US  | SS  | SS  | US  | SS  | US  | SS  | SS  | US  | US  | SS  | US  |
| Tou       | SS  | S   | S   | SS  | M   | SS  | SS  | S   | SS  | S   | S   | SS  | S   | SS  | S   | S   | SS  | SS  | S   | SS  |
| Dur       | S   | M   | M   | S   | H   | S   | S   | M   | S   | M   | M   | S   | M   | S   | M   | M   | S   | S   | M   | S   |
| Intermedi | I   | I   | I   | I   | I   | I   | I   | I   | I   | I   | I   | I   | I   | I   | I   | I   | I   | I   | I   | I   |
| De pluja  | W   | W   | W   | W   | W   | W   | W   | W   | W   | W   | W   | W   | W   | W   | W   | W   | W   | W   | W   | W   |

## Resultats

### Resultats per Gran Premi
| Ronda | Data                              | Gran Premi | Mapa del Circuit    | Resultats        | Resultats        | Resultats        | Resultats        |
| ----- | --------------------------------- | --- | ------------------- | ---------------- | ---------------- | ---------------- | ---------------- |
| 1     | 24, 25 y 26 de març               | Gran Premi d'Austràlia Circuit d'Albert Park Longitud: 307,574 km Voltes: 58 Guanyador 2016: Nico Rosberg - Mercedes            |                     | Lliures 1        | Lewis Hamilton   | Guanyador        | Sebastian Vettel |
| 1     | 24, 25 y 26 de març               | Gran Premi d'Austràlia Circuit d'Albert Park Longitud: 307,574 km Voltes: 58 Guanyador 2016: Nico Rosberg - Mercedes            | Lliures 2           | Lewis Hamilton   | 2n lloc          | Lewis Hamilton   |                  |
| 1     | 24, 25 y 26 de març               | Gran Premi d'Austràlia Circuit d'Albert Park Longitud: 307,574 km Voltes: 58 Guanyador 2016: Nico Rosberg - Mercedes            | Lliures 3           | Sebastian Vettel | 3r lloc          | Valtteri Bottas  |                  |
| 1     | 24, 25 y 26 de març               | Gran Premi d'Austràlia Circuit d'Albert Park Longitud: 307,574 km Voltes: 58 Guanyador 2016: Nico Rosberg - Mercedes            | Pole position       | Lewis Hamilton   | Volta ràpida     | Kimi Räikkönen   |                  |
| 1     | 24, 25 y 26 de març               | Gran Premi d'Austràlia Circuit d'Albert Park Longitud: 307,574 km Voltes: 58 Guanyador 2016: Nico Rosberg - Mercedes            | Pilot del dia       | Pilot del dia    | Sebastian Vettel | Sebastian Vettel |                  |
| 1     | 24, 25 y 26 de març               | Gran Premi d'Austràlia Circuit d'Albert Park Longitud: 307,574 km Voltes: 58 Guanyador 2016: Nico Rosberg - Mercedes            | Resultats complerts |                  |                  |                  |                  |
| 2     | 7, 8 y 9 de abril                 | Gran Premi de la Xina Circuit Internacional de Xangai Longitud: 305,066 km Voltes: 56 Guanyador 2016: Nico Rosberg - Mercedes   |                     | Lliures 1        | Max Verstappen   | Guanyador        | Lewis Hamilton   |
| 2     | 7, 8 y 9 de abril                 | Gran Premi de la Xina Circuit Internacional de Xangai Longitud: 305,066 km Voltes: 56 Guanyador 2016: Nico Rosberg - Mercedes   | Lliures 2           | SESSIÓ SUSPESA   | 2n lloc          | Sebastian Vettel |                  |
| 2     | 7, 8 y 9 de abril                 | Gran Premi de la Xina Circuit Internacional de Xangai Longitud: 305,066 km Voltes: 56 Guanyador 2016: Nico Rosberg - Mercedes   | Lliures 3           | Sebastian Vettel | 3r lloc          | Max Verstappen   |                  |
| 2     | 7, 8 y 9 de abril                 | Gran Premi de la Xina Circuit Internacional de Xangai Longitud: 305,066 km Voltes: 56 Guanyador 2016: Nico Rosberg - Mercedes   | Pole position       | Lewis Hamilton   | Vuelta rápida    | Lewis Hamilton   |                  |
| 2     | 7, 8 y 9 de abril                 | Gran Premi de la Xina Circuit Internacional de Xangai Longitud: 305,066 km Voltes: 56 Guanyador 2016: Nico Rosberg - Mercedes   | Pilot del dia       | Pilot del dia    | Max Verstappen   | Max Verstappen   |                  |
| 2     | 7, 8 y 9 de abril                 | Gran Premi de la Xina Circuit Internacional de Xangai Longitud: 305,066 km Voltes: 56 Guanyador 2016: Nico Rosberg - Mercedes   | Resultats complerts |                  |                  |                  |                  |
| 3     | 14, 15 y 16 de abril              | Gran Premi de Bahrain Circuito Internacional de Baréin Longitud: 308,238 km Vueltas: 57 Guanyador 2016: Nico Rosberg - Mercedes |                     | Lliures 1        | Sebastian Vettel | Guanyador        | Sebastian Vettel |
| 3     | 14, 15 y 16 de abril              | Gran Premi de Bahrain Circuito Internacional de Baréin Longitud: 308,238 km Vueltas: 57 Guanyador 2016: Nico Rosberg - Mercedes | Lliures 2           | Sebastian Vettel | 2n lloc          | Lewis Hamilton   |                  |
| 3     | 14, 15 y 16 de abril              | Gran Premi de Bahrain Circuito Internacional de Baréin Longitud: 308,238 km Vueltas: 57 Guanyador 2016: Nico Rosberg - Mercedes | Lliures 3           | Max Verstappen   | 3r lloc          | Valtteri Bottas  |                  |
| 3     | 14, 15 y 16 de abril              | Gran Premi de Bahrain Circuito Internacional de Baréin Longitud: 308,238 km Vueltas: 57 Guanyador 2016: Nico Rosberg - Mercedes | Pole position       | Valtteri Bottas  | Volta ràpida     | Lewis Hamilton   |                  |
| 3     | 14, 15 y 16 de abril              | Gran Premi de Bahrain Circuito Internacional de Baréin Longitud: 308,238 km Vueltas: 57 Guanyador 2016: Nico Rosberg - Mercedes | Pilot del dia       | Pilot del dia    | Sebastian Vettel | Sebastian Vettel |                  |
| 3     | 14, 15 y 16 de abril              | Gran Premi de Bahrain Circuito Internacional de Baréin Longitud: 308,238 km Vueltas: 57 Guanyador 2016: Nico Rosberg - Mercedes | Resultats complerts |                  |                  |                  |                  |
| 4     | 28, 29 y 30 de abril              | Gran Premi de Rússia Circuit urbà de Sotxi Longitud: 304,350 km Voltes: 53 Guanyador 2016: Nico Rosberg - Mercedes              |                     | Lliures 1        | Kimi Räikkönen   | Guanyador        | Valtteri Bottas  |
| 4     | 28, 29 y 30 de abril              | Gran Premi de Rússia Circuit urbà de Sotxi Longitud: 304,350 km Voltes: 53 Guanyador 2016: Nico Rosberg - Mercedes              | Lliures 2           | Sebastian Vettel | 2n lloc          | Sebastian Vettel |                  |
| 4     | 28, 29 y 30 de abril              | Gran Premi de Rússia Circuit urbà de Sotxi Longitud: 304,350 km Voltes: 53 Guanyador 2016: Nico Rosberg - Mercedes              | Libres 3            | Sebastian Vettel | 3r puesto        | Kimi Räikkönen   |                  |
| 4     | 28, 29 y 30 de abril              | Gran Premi de Rússia Circuit urbà de Sotxi Longitud: 304,350 km Voltes: 53 Guanyador 2016: Nico Rosberg - Mercedes              | Pole position       | Sebastian Vettel | Volta ràpida     | Kimi Räikkönen   |                  |
| 4     | 28, 29 y 30 de abril              | Gran Premi de Rússia Circuit urbà de Sotxi Longitud: 304,350 km Voltes: 53 Guanyador 2016: Nico Rosberg - Mercedes              | Pilot del dia       | Pilot del dia    | Valtteri Bottas  | Valtteri Bottas  |                  |
| 4     | 28, 29 y 30 de abril              | Gran Premi de Rússia Circuit urbà de Sotxi Longitud: 304,350 km Voltes: 53 Guanyador 2016: Nico Rosberg - Mercedes              | Resultats complerts |                  |                  |                  |                  |
| 5     | 12, 13, 14 de mayo                | Gran Premi d'Espanya Circuit de Barcelona-Catalunya Longitud: 307,104 km Voltes: 66 Guanyador 2016: Max Verstappen - Red Bull   |                     | Lliures 1        | Lewis Hamilton   | Guanyador        | Lewis Hamilton   |
| 5     | 12, 13, 14 de mayo                | Gran Premi d'Espanya Circuit de Barcelona-Catalunya Longitud: 307,104 km Voltes: 66 Guanyador 2016: Max Verstappen - Red Bull   | Lliures 2           | Lewis Hamilton   | 2n lloc          | Sebastian Vettel |                  |
| 5     | 12, 13, 14 de mayo                | Gran Premi d'Espanya Circuit de Barcelona-Catalunya Longitud: 307,104 km Voltes: 66 Guanyador 2016: Max Verstappen - Red Bull   | Lliures 3           | Kimi Räikkönen   | 3r lloc          | Daniel Ricciardo |                  |
| 5     | 12, 13, 14 de mayo                | Gran Premi d'Espanya Circuit de Barcelona-Catalunya Longitud: 307,104 km Voltes: 66 Guanyador 2016: Max Verstappen - Red Bull   | Pole position       | Lewis Hamilton   | Volta ràpida     | Lewis Hamilton   |                  |
| 5     | 12, 13, 14 de mayo                | Gran Premi d'Espanya Circuit de Barcelona-Catalunya Longitud: 307,104 km Voltes: 66 Guanyador 2016: Max Verstappen - Red Bull   | Pilot del dia       | Pilot del dia    | Sebastian Vettel | Sebastian Vettel |                  |
| 5     | 12, 13, 14 de mayo                | Gran Premi d'Espanya Circuit de Barcelona-Catalunya Longitud: 307,104 km Voltes: 66 Guanyador 2016: Max Verstappen - Red Bull   | Resultats complerts |                  |                  |                  |                  |
| 6     | 25, 27 i 28 de maig               | Gran Premi de Mònaco Circuit de Montecarlo Longitud: 260,520 km Voltes: 78 Guanyador 2016: Lewis Hamilton - Mercedes            |                     | Lliures 1        | Lewis Hamilton   | Guanyador        | Sebastian Vettel |
| 6     | 25, 27 i 28 de maig               | Gran Premi de Mònaco Circuit de Montecarlo Longitud: 260,520 km Voltes: 78 Guanyador 2016: Lewis Hamilton - Mercedes            | Lliures 2           | Sebastian Vettel | 2n lloc          | Kimi Räikkönen   |                  |
| 6     | 25, 27 i 28 de maig               | Gran Premi de Mònaco Circuit de Montecarlo Longitud: 260,520 km Voltes: 78 Guanyador 2016: Lewis Hamilton - Mercedes            | Lliures 3           | Sebastian Vettel | 3r lloc          | Daniel Ricciardo |                  |
| 6     | 25, 27 i 28 de maig               | Gran Premi de Mònaco Circuit de Montecarlo Longitud: 260,520 km Voltes: 78 Guanyador 2016: Lewis Hamilton - Mercedes            | Pole position       | Kimi Räikkönen   | Volta ràpida     | Sergio Pérez     |                  |
| 6     | 25, 27 i 28 de maig               | Gran Premi de Mònaco Circuit de Montecarlo Longitud: 260,520 km Voltes: 78 Guanyador 2016: Lewis Hamilton - Mercedes            | Pilot del dia       | Pilot del dia    | Sebastian Vettel | Sebastian Vettel |                  |
| 6     | 25, 27 i 28 de maig               | Gran Premi de Mònaco Circuit de Montecarlo Longitud: 260,520 km Voltes: 78 Guanyador 2016: Lewis Hamilton - Mercedes            | Resultats complerts |                  |                  |                  |                  |
| 7     | 9, 10 i 11 de juny                | Gran Premi del Canadà Circuit Gilles Villeneuve Longitud: 305,270 km Voltes: 70 Guanyador 2016: Lewis Hamilton - Mercedes       |                     | Lliures 1        | Lewis Hamilton   | Guanyador        | Lewis Hamilton   |
| 7     | 9, 10 i 11 de juny                | Gran Premi del Canadà Circuit Gilles Villeneuve Longitud: 305,270 km Voltes: 70 Guanyador 2016: Lewis Hamilton - Mercedes       | Lliures 2           | Kimi Räikkönen   | 2n lloc          | Valtteri Bottas  |                  |
| 7     | 9, 10 i 11 de juny                | Gran Premi del Canadà Circuit Gilles Villeneuve Longitud: 305,270 km Voltes: 70 Guanyador 2016: Lewis Hamilton - Mercedes       | Lliures 3           | Sebastian Vettel | 3r lloc          | Daniel Ricciardo |                  |
| 7     | 9, 10 i 11 de juny                | Gran Premi del Canadà Circuit Gilles Villeneuve Longitud: 305,270 km Voltes: 70 Guanyador 2016: Lewis Hamilton - Mercedes       | Pole position       | Lewis Hamilton   | Volta ràpida     | Lewis Hamilton   |                  |
| 7     | 9, 10 i 11 de juny                | Gran Premi del Canadà Circuit Gilles Villeneuve Longitud: 305,270 km Voltes: 70 Guanyador 2016: Lewis Hamilton - Mercedes       | Pilot del dia       | Pilot del dia    | Sebastian Vettel | Sebastian Vettel |                  |
| 7     | 9, 10 i 11 de juny                | Gran Premi del Canadà Circuit Gilles Villeneuve Longitud: 305,270 km Voltes: 70 Guanyador 2016: Lewis Hamilton - Mercedes       | Resultats complerts |                  |                  |                  |                  |
| 8     | 23, 24 i 25 de juny               | Gran Premi de l'Azerbaidjan Circuit urbà de Bakú Longitud: 306.051 km Voltes: 51 Guanyador 2016: Nico Rosberg - Mercedes        |                     | Lliures 1        | Max Verstappen   | Guanyador        | Daniel Ricciardo |
| 8     | 23, 24 i 25 de juny               | Gran Premi de l'Azerbaidjan Circuit urbà de Bakú Longitud: 306.051 km Voltes: 51 Guanyador 2016: Nico Rosberg - Mercedes        | Lliures 2           | Max Verstappen   | 2n lloc          | Valtteri Bottas  |                  |
| 8     | 23, 24 i 25 de juny               | Gran Premi de l'Azerbaidjan Circuit urbà de Bakú Longitud: 306.051 km Voltes: 51 Guanyador 2016: Nico Rosberg - Mercedes        | Lliures 3           | Valtteri Bottas  | 3r lloc          | Lance Stroll     |                  |
| 8     | 23, 24 i 25 de juny               | Gran Premi de l'Azerbaidjan Circuit urbà de Bakú Longitud: 306.051 km Voltes: 51 Guanyador 2016: Nico Rosberg - Mercedes        | Pole position       | Lewis Hamilton   | Volta ràpida     | Sebastian Vettel |                  |
| 8     | 23, 24 i 25 de juny               | Gran Premi de l'Azerbaidjan Circuit urbà de Bakú Longitud: 306.051 km Voltes: 51 Guanyador 2016: Nico Rosberg - Mercedes        | Pilot del dia       | Pilot del dia    | Lance Stroll     | Lance Stroll     |                  |
| 8     | 23, 24 i 25 de juny               | Gran Premi de l'Azerbaidjan Circuit urbà de Bakú Longitud: 306.051 km Voltes: 51 Guanyador 2016: Nico Rosberg - Mercedes        | Resultats complerts |                  |                  |                  |                  |
| 9     | 7, 8 i 9 de juliol                | Gran Premi d'Àustria Red Bull Ring Longitud: 302,330 km Voltes: 71 Guanyador 2016: Lewis Hamilton - Mercedes                    |                     | Lliures 1        | Lewis Hamilton   | Guanyador        | Valtteri Bottas  |
| 9     | 7, 8 i 9 de juliol                | Gran Premi d'Àustria Red Bull Ring Longitud: 302,330 km Voltes: 71 Guanyador 2016: Lewis Hamilton - Mercedes                    | Lliures 2           | Lewis Hamilton   | 2n lloc          | Sebastian Vettel |                  |
| 9     | 7, 8 i 9 de juliol                | Gran Premi d'Àustria Red Bull Ring Longitud: 302,330 km Voltes: 71 Guanyador 2016: Lewis Hamilton - Mercedes                    | Lliures 3           | Sebastian Vettel | 3r lloc          | Daniel Ricciardo |                  |
| 9     | 7, 8 i 9 de juliol                | Gran Premi d'Àustria Red Bull Ring Longitud: 302,330 km Voltes: 71 Guanyador 2016: Lewis Hamilton - Mercedes                    | Pole position       | Valtteri Bottas  | Volta ràpida     | Lewis Hamilton   |                  |
| 9     | 7, 8 i 9 de juliol                | Gran Premi d'Àustria Red Bull Ring Longitud: 302,330 km Voltes: 71 Guanyador 2016: Lewis Hamilton - Mercedes                    | Pilot del dia       | Pilot del dia    | Valtteri Bottas  | Valtteri Bottas  |                  |
| 9     | 7, 8 i 9 de juliol                | Gran Premi d'Àustria Red Bull Ring Longitud: 302,330 km Voltes: 71 Guanyador 2016: Lewis Hamilton - Mercedes                    | Resultats complerts |                  |                  |                  |                  |
| 10    | 14, 15 i 16 de juliol             | Gran Premi de la Gran Bretanya Circuit de Silverstone Longitud: 306,227 km Voltes: 52 Guanyador 2016: Lewis Hamilton - Mercedes |                     | Lliures 1        | Valtteri Bottas  | Guanyador        | Lewis Hamilton   |
| 10    | 14, 15 i 16 de juliol             | Gran Premi de la Gran Bretanya Circuit de Silverstone Longitud: 306,227 km Voltes: 52 Guanyador 2016: Lewis Hamilton - Mercedes | Lliures 2           | Valtteri Bottas  | 2n lloc          | Valtteri Bottas  |                  |
| 10    | 14, 15 i 16 de juliol             | Gran Premi de la Gran Bretanya Circuit de Silverstone Longitud: 306,227 km Voltes: 52 Guanyador 2016: Lewis Hamilton - Mercedes | Lliures 3           | Lewis Hamilton   | 3r lloc          | Kimi Räikkönen   |                  |
| 10    | 14, 15 i 16 de juliol             | Gran Premi de la Gran Bretanya Circuit de Silverstone Longitud: 306,227 km Voltes: 52 Guanyador 2016: Lewis Hamilton - Mercedes | Pole position       | Lewis Hamilton   | Volta ràpida     | Lewis Hamilton   |                  |
| 10    | 14, 15 i 16 de juliol             | Gran Premi de la Gran Bretanya Circuit de Silverstone Longitud: 306,227 km Voltes: 52 Guanyador 2016: Lewis Hamilton - Mercedes | Pilot del dia       | Pilot del dia    | Daniel Ricciardo | Daniel Ricciardo |                  |
| 10    | 14, 15 i 16 de juliol             | Gran Premi de la Gran Bretanya Circuit de Silverstone Longitud: 306,227 km Voltes: 52 Guanyador 2016: Lewis Hamilton - Mercedes | Resultats complerts |                  |                  |                  |                  |
| 11    | 28, 29 i 30 de juliol             | Gran Premi d'Hongria Circuit d'Hungaroring Longitud: 306,630 km Voltes: 70 Guanyador 2016: Lewis Hamilton - Mercedes            |                     | Lliures 1        | Daniel Ricciardo | Guanyador        | Sebastian Vettel |
| 11    | 28, 29 i 30 de juliol             | Gran Premi d'Hongria Circuit d'Hungaroring Longitud: 306,630 km Voltes: 70 Guanyador 2016: Lewis Hamilton - Mercedes            | Lliures 2           | Daniel Ricciardo | 2n lloc          | Kimi Räikkönen   |                  |
| 11    | 28, 29 i 30 de juliol             | Gran Premi d'Hongria Circuit d'Hungaroring Longitud: 306,630 km Voltes: 70 Guanyador 2016: Lewis Hamilton - Mercedes            | Lliures 3           | Sebastian Vettel | 3r lloc          | Valtteri Bottas  |                  |
| 11    | 28, 29 i 30 de juliol             | Gran Premi d'Hongria Circuit d'Hungaroring Longitud: 306,630 km Voltes: 70 Guanyador 2016: Lewis Hamilton - Mercedes            | Pole position       | Sebastian Vettel | Volta ràpida     | Fernando Alonso  |                  |
| 11    | 28, 29 i 30 de juliol             | Gran Premi d'Hongria Circuit d'Hungaroring Longitud: 306,630 km Voltes: 70 Guanyador 2016: Lewis Hamilton - Mercedes            | Pilot del dia       | Pilot del dia    | Kimi Räikkönen   | Kimi Räikkönen   |                  |
| 11    | 28, 29 i 30 de juliol             | Gran Premi d'Hongria Circuit d'Hungaroring Longitud: 306,630 km Voltes: 70 Guanyador 2016: Lewis Hamilton - Mercedes            | Resultats complerts |                  |                  |                  |                  |
| 12    | 25, 26 i 27 d'agost               | Gran Premi de Bèlgica Circuit de Spa-Francorchamps Longitud: 308,052 km Voltes: 44 Guanyador 2016: Nico Rosberg - Mercedes      |                     | Lliures 1        | Kimi Räikkönen   | Guanyador        | Lewis Hamilton   |
| 12    | 25, 26 i 27 d'agost               | Gran Premi de Bèlgica Circuit de Spa-Francorchamps Longitud: 308,052 km Voltes: 44 Guanyador 2016: Nico Rosberg - Mercedes      | Lliures 2           | Lewis Hamilton   | 2n lloc          | Sebastian Vettel |                  |
| 12    | 25, 26 i 27 d'agost               | Gran Premi de Bèlgica Circuit de Spa-Francorchamps Longitud: 308,052 km Voltes: 44 Guanyador 2016: Nico Rosberg - Mercedes      | Lliures 3           | Kimi Räikkönen   | 3r lloc          | Daniel Ricciardo |                  |
| 12    | 25, 26 i 27 d'agost               | Gran Premi de Bèlgica Circuit de Spa-Francorchamps Longitud: 308,052 km Voltes: 44 Guanyador 2016: Nico Rosberg - Mercedes      | Pole position       | Lewis Hamilton   | Volta ràpida     | Sebastian Vettel |                  |
| 12    | 25, 26 i 27 d'agost               | Gran Premi de Bèlgica Circuit de Spa-Francorchamps Longitud: 308,052 km Voltes: 44 Guanyador 2016: Nico Rosberg - Mercedes      | Pilot del dia       | Pilot del dia    | Lewis Hamilton   | Lewis Hamilton   |                  |
| 12    | 25, 26 i 27 d'agost               | Gran Premi de Bèlgica Circuit de Spa-Francorchamps Longitud: 308,052 km Voltes: 44 Guanyador 2016: Nico Rosberg - Mercedes      | Resultats complerts |                  |                  |                  |                  |
| 13    | 1, 2 i 3 de setembre              | Gran Premi d'Itàlia Autodromo Nazionale di Monza Longitud: 306,720 km Voltes: 53 Guanyador 2016: Nico Rosberg - Mercedes        |                     | Lliures 1        | Lewis Hamilton   | Guanyador        | Lewis Hamilton   |
| 13    | 1, 2 i 3 de setembre              | Gran Premi d'Itàlia Autodromo Nazionale di Monza Longitud: 306,720 km Voltes: 53 Guanyador 2016: Nico Rosberg - Mercedes        | Lliures 2           | Valtteri Bottas  | 2n lloc          | Valtteri Bottas  |                  |
| 13    | 1, 2 i 3 de setembre              | Gran Premi d'Itàlia Autodromo Nazionale di Monza Longitud: 306,720 km Voltes: 53 Guanyador 2016: Nico Rosberg - Mercedes        | Lliures 3           | Felipe Massa     | 3r lloc          | Sebastian Vettel |                  |
| 13    | 1, 2 i 3 de setembre              | Gran Premi d'Itàlia Autodromo Nazionale di Monza Longitud: 306,720 km Voltes: 53 Guanyador 2016: Nico Rosberg - Mercedes        | Pole position       | Lewis Hamilton   | Volta ràpida     | Daniel Ricciardo |                  |
| 13    | 1, 2 i 3 de setembre              | Gran Premi d'Itàlia Autodromo Nazionale di Monza Longitud: 306,720 km Voltes: 53 Guanyador 2016: Nico Rosberg - Mercedes        | Pilot del dia       | Pilot del dia    | Daniel Ricciardo | Daniel Ricciardo |                  |
| 13    | 1, 2 i 3 de setembre              | Gran Premi d'Itàlia Autodromo Nazionale di Monza Longitud: 306,720 km Voltes: 53 Guanyador 2016: Nico Rosberg - Mercedes        | Resultats complerts |                  |                  |                  |                  |
| 14    | 15, 16 i 17 de setembre           | Gran Premi de Singapur Circuit urbà de Marina Bay Longitud: 308,828 km Voltes: 61 Guanyador 2016: Nico Rosberg - Mercedes       |                     | Lliures 1        | Daniel Ricciardo | Guanyador        | Lewis Hamilton   |
| 14    | 15, 16 i 17 de setembre           | Gran Premi de Singapur Circuit urbà de Marina Bay Longitud: 308,828 km Voltes: 61 Guanyador 2016: Nico Rosberg - Mercedes       | Lliures 2           | Daniel Ricciardo | 2n lloc          | Daniel Ricciardo |                  |
| 14    | 15, 16 i 17 de setembre           | Gran Premi de Singapur Circuit urbà de Marina Bay Longitud: 308,828 km Voltes: 61 Guanyador 2016: Nico Rosberg - Mercedes       | Lliures 3           | Max Verstappen   | 3r lloc          | Valtteri Bottas  |                  |
| 14    | 15, 16 i 17 de setembre           | Gran Premi de Singapur Circuit urbà de Marina Bay Longitud: 308,828 km Voltes: 61 Guanyador 2016: Nico Rosberg - Mercedes       | Pole position       | Sebastian Vettel | Volta ràpida     | Lewis Hamilton   |                  |
| 14    | 15, 16 i 17 de setembre           | Gran Premi de Singapur Circuit urbà de Marina Bay Longitud: 308,828 km Voltes: 61 Guanyador 2016: Nico Rosberg - Mercedes       | Pilot del dia       | Pilot del dia    | Lewis Hamilton   | Lewis Hamilton   |                  |
| 14    | 15, 16 i 17 de setembre           | Gran Premi de Singapur Circuit urbà de Marina Bay Longitud: 308,828 km Voltes: 61 Guanyador 2016: Nico Rosberg - Mercedes       | Resultats complerts |                  |                  |                  |                  |
| 15    | 29 i 30 de setembre i 1 d'octubre | Gran Premi de Malàisia Circuit de Sepang Longitud: 310,408 km Voltes: 56 Guanyador 2016: Daniel Ricciardo - Red Bull            |                     | Lliures 1        | Max Verstappen   | Guanyador        | Max Verstappen   |
| 15    | 29 i 30 de setembre i 1 d'octubre | Gran Premi de Malàisia Circuit de Sepang Longitud: 310,408 km Voltes: 56 Guanyador 2016: Daniel Ricciardo - Red Bull            | Lliures 2           | Sebastian Vettel | 2n lloc          | Lewis Hamilton   |                  |
| 15    | 29 i 30 de setembre i 1 d'octubre | Gran Premi de Malàisia Circuit de Sepang Longitud: 310,408 km Voltes: 56 Guanyador 2016: Daniel Ricciardo - Red Bull            | Lliures 3           | Kimi Räikkönen   | 3r lloc          | Daniel Ricciardo |                  |
| 15    | 29 i 30 de setembre i 1 d'octubre | Gran Premi de Malàisia Circuit de Sepang Longitud: 310,408 km Voltes: 56 Guanyador 2016: Daniel Ricciardo - Red Bull            | Pole position       | Lewis Hamilton   | Volta ràpida     | Sebastian Vettel |                  |
| 15    | 29 i 30 de setembre i 1 d'octubre | Gran Premi de Malàisia Circuit de Sepang Longitud: 310,408 km Voltes: 56 Guanyador 2016: Daniel Ricciardo - Red Bull            | Pilot del dia       | Pilot del dia    | Sebastian Vettel | Sebastian Vettel |                  |
| 15    | 29 i 30 de setembre i 1 d'octubre | Gran Premi de Malàisia Circuit de Sepang Longitud: 310,408 km Voltes: 56 Guanyador 2016: Daniel Ricciardo - Red Bull            | Resultats complerts |                  |                  |                  |                  |
| 16    | 6, 7 i 8 d'octubre                | Gran Premi del Japó Circuit de Suzuka Longitud: 307,471 km Voltes: 53 Guanyador 2016: Nico Rosberg - Mercedes                   |                     | Lliures 1        | Sebastian Vettel | Guanyador        | Lewis Hamilton   |
| 16    | 6, 7 i 8 d'octubre                | Gran Premi del Japó Circuit de Suzuka Longitud: 307,471 km Voltes: 53 Guanyador 2016: Nico Rosberg - Mercedes                   | Lliures 2           | Lewis Hamilton   | 2n lloc          | Max Verstappen   |                  |
| 16    | 6, 7 i 8 d'octubre                | Gran Premi del Japó Circuit de Suzuka Longitud: 307,471 km Voltes: 53 Guanyador 2016: Nico Rosberg - Mercedes                   | Lliures 3           | Valtteri Bottas  | 3r lloc          | Daniel Ricciardo |                  |
| 16    | 6, 7 i 8 d'octubre                | Gran Premi del Japó Circuit de Suzuka Longitud: 307,471 km Voltes: 53 Guanyador 2016: Nico Rosberg - Mercedes                   | Pole position       | Lewis Hamilton   | Volta ràpida     | Valtteri Bottas  |                  |
| 16    | 6, 7 i 8 d'octubre                | Gran Premi del Japó Circuit de Suzuka Longitud: 307,471 km Voltes: 53 Guanyador 2016: Nico Rosberg - Mercedes                   | Pilot del dia       | Pilot del dia    | Max Verstappen   | Max Verstappen   |                  |
| 16    | 6, 7 i 8 d'octubre                | Gran Premi del Japó Circuit de Suzuka Longitud: 307,471 km Voltes: 53 Guanyador 2016: Nico Rosberg - Mercedes                   | Resultats complerts |                  |                  |                  |                  |
| 17    | 20, 21 i 22 d'octubre             | Gran Premi dels Estats Units Circuit de les Américas Longitud: 308,896 km Voltes: 56 Guanyador 2016: Lewis Hamilton - Mercedes  |                     | Lliures 1        | Lewis Hamilton   | Guanyador        | Lewis Hamilton   |
| 17    | 20, 21 i 22 d'octubre             | Gran Premi dels Estats Units Circuit de les Américas Longitud: 308,896 km Voltes: 56 Guanyador 2016: Lewis Hamilton - Mercedes  | Lliures 2           | Lewis Hamilton   | 2n lloc          | Sebastian Vettel |                  |
| 17    | 20, 21 i 22 d'octubre             | Gran Premi dels Estats Units Circuit de les Américas Longitud: 308,896 km Voltes: 56 Guanyador 2016: Lewis Hamilton - Mercedes  | Lliures 3           | Lewis Hamilton   | 3r lloc          | Kimi Räikkönen   |                  |
| 17    | 20, 21 i 22 d'octubre             | Gran Premi dels Estats Units Circuit de les Américas Longitud: 308,896 km Voltes: 56 Guanyador 2016: Lewis Hamilton - Mercedes  | Pole position       | Lewis Hamilton   | Volta ràpida     | Sebastian Vettel |                  |
| 17    | 20, 21 i 22 d'octubre             | Gran Premi dels Estats Units Circuit de les Américas Longitud: 308,896 km Voltes: 56 Guanyador 2016: Lewis Hamilton - Mercedes  | Pilot del dia       | Pilot del dia    | Max Verstappen   | Max Verstappen   |                  |
| 17    | 20, 21 i 22 d'octubre             | Gran Premi dels Estats Units Circuit de les Américas Longitud: 308,896 km Voltes: 56 Guanyador 2016: Lewis Hamilton - Mercedes  | Resultats complerts |                  |                  |                  |                  |
| 18    | 3, 4 i 5 de novembre              | Gran Premi de Mèxic Autódromo Hermanos Rodríguez Longitud: 305,409 km Voltes: 71 Guanyador 2016: Lewis Hamilton - Mercedes      |                     | Lliures 1        | Valtteri Bottas  | Guanyador        | Max Verstappen   |
| 18    | 3, 4 i 5 de novembre              | Gran Premi de Mèxic Autódromo Hermanos Rodríguez Longitud: 305,409 km Voltes: 71 Guanyador 2016: Lewis Hamilton - Mercedes      | Lliures 2           | Daniel Ricciardo | 2n lloc          | Valtteri Bottas  |                  |
| 18    | 3, 4 i 5 de novembre              | Gran Premi de Mèxic Autódromo Hermanos Rodríguez Longitud: 305,409 km Voltes: 71 Guanyador 2016: Lewis Hamilton - Mercedes      | Lliures 3           | Max Verstappen   | 3r lloc          | Kimi Räikkönen   |                  |
| 18    | 3, 4 i 5 de novembre              | Gran Premi de Mèxic Autódromo Hermanos Rodríguez Longitud: 305,409 km Voltes: 71 Guanyador 2016: Lewis Hamilton - Mercedes      | Pole position       | Sebastian Vettel | Volta ràpida     | Sebastian Vettel |                  |
| 18    | 3, 4 i 5 de novembre              | Gran Premi de Mèxic Autódromo Hermanos Rodríguez Longitud: 305,409 km Voltes: 71 Guanyador 2016: Lewis Hamilton - Mercedes      | Pilot del dia       | Pilot del dia    | Sebastian Vettel | Sebastian Vettel |                  |
| 18    | 3, 4 i 5 de novembre              | Gran Premi de Mèxic Autódromo Hermanos Rodríguez Longitud: 305,409 km Voltes: 71 Guanyador 2016: Lewis Hamilton - Mercedes      | Resultats complerts |                  |                  |                  |                  |
| 19    | 10, 11 i 12 de novembre           | Gran Premi del Brasil Autódromo José Carlos Pace Longitud: 305,909 km Voltes: 71 Guanyador 2016: Lewis Hamilton - Mercedes      |                     | Lliures 1        | Lewis Hamilton   | Guanyador        | Sebastian Vettel |
| 19    | 10, 11 i 12 de novembre           | Gran Premi del Brasil Autódromo José Carlos Pace Longitud: 305,909 km Voltes: 71 Guanyador 2016: Lewis Hamilton - Mercedes      | Lliures 2           | Lewis Hamilton   | 2n lloc          | Valtteri Bottas  |                  |
| 19    | 10, 11 i 12 de novembre           | Gran Premi del Brasil Autódromo José Carlos Pace Longitud: 305,909 km Voltes: 71 Guanyador 2016: Lewis Hamilton - Mercedes      | Lliures 3           | Valtteri Bottas  | 3r lloc          | Kimi Räikkönen   |                  |
| 19    | 10, 11 i 12 de novembre           | Gran Premi del Brasil Autódromo José Carlos Pace Longitud: 305,909 km Voltes: 71 Guanyador 2016: Lewis Hamilton - Mercedes      | Pole position       | Valtteri Bottas  | Volta ràpida     | Max Verstappen   |                  |
| 19    | 10, 11 i 12 de novembre           | Gran Premi del Brasil Autódromo José Carlos Pace Longitud: 305,909 km Voltes: 71 Guanyador 2016: Lewis Hamilton - Mercedes      | Pilot del dia       | Pilot del dia    | Lewis Hamilton   | Lewis Hamilton   |                  |
| 19    | 10, 11 i 12 de novembre           | Gran Premi del Brasil Autódromo José Carlos Pace Longitud: 305,909 km Voltes: 71 Guanyador 2016: Lewis Hamilton - Mercedes      | Resultats complerts |                  |                  |                  |                  |
| 20    | 24, 25 i 26 de novembre           | Gran Premi d'Abu Dhabi Circuit Yas Marina Longitud: 305,355 km Voltes: 55 Guanyador 2016: Lewis Hamilton - Mercedes             |                     | Lliures 1        | Sebastian Vettel | Guanyador        | Valtteri Bottas  |
| 20    | 24, 25 i 26 de novembre           | Gran Premi d'Abu Dhabi Circuit Yas Marina Longitud: 305,355 km Voltes: 55 Guanyador 2016: Lewis Hamilton - Mercedes             | Lliures 2           | Lewis Hamilton   | 2n lloc          | Lewis Hamilton   |                  |
| 20    | 24, 25 i 26 de novembre           | Gran Premi d'Abu Dhabi Circuit Yas Marina Longitud: 305,355 km Voltes: 55 Guanyador 2016: Lewis Hamilton - Mercedes             | Lliures 3           | Lewis Hamilton   | 3r lloc          | Sebastian Vettel |                  |
| 20    | 24, 25 i 26 de novembre           | Gran Premi d'Abu Dhabi Circuit Yas Marina Longitud: 305,355 km Voltes: 55 Guanyador 2016: Lewis Hamilton - Mercedes             | Pole position       | Valtteri Bottas  | Volta ràpida     | Valtteri Bottas  |                  |
| 20    | 24, 25 i 26 de novembre           | Gran Premi d'Abu Dhabi Circuit Yas Marina Longitud: 305,355 km Voltes: 55 Guanyador 2016: Lewis Hamilton - Mercedes             | Pilot del dia       | Pilot del dia    | Valtteri Bottas  | Valtteri Bottas  |                  |
| 20    | 24, 25 i 26 de novembre           | Gran Premi d'Abu Dhabi Circuit Yas Marina Longitud: 305,355 km Voltes: 55 Guanyador 2016: Lewis Hamilton - Mercedes             | Resultats complerts |                  |                  |                  |                  |

### Puntuacions
| Posició | 1º | 2º | 3º | 4º | 5º | 6º | 7º | 8º | 9º | 10º |
| Punts   | 25 | 18 | 15 | 12 | 10 | 8  | 6  | 4  | 2  | 1   |

### Campionat de pilots
| Pos. | Pilot              | AUS | CHN | BHR | RUS | ESP | MON | CAN | AZE | AUT | GBR | HON | BEL | ITA | SIN | MYS | JPN | USA | MEX | BRA | ABU | Punts |
| ---- | ------------------ | --- | --- | --- | --- | --- | --- | --- | --- | --- | --- | --- | --- | --- | --- | --- | --- | --- | --- | --- | --- | ----- |
| 1    | Lewis Hamilton     | 2   | 1   | 2   | 4   | 1   | 7   | 1   | 5   | 4   | 1   | 4   | 1   | 1   | 1   | 2   | 1   | 1   | 9   | 4   | 2   | 363   |
| 2    | Sebastian Vettel   | 1   | 2   | 1   | 2   | 2   | 1   | 4   | 4   | 2   | 7   | 1   | 2   | 3   | Ret | 4   | Ret | 2   | 4   | 1   | 3   | 317   |
| 3    | Valtteri Bottas    | 3   | 6   | 3   | 1   | Ret | 4   | 2   | 2   | 1   | 2   | 3   | 5   | 2   | 3   | 5   | 4   | 5   | 2   | 2   | 1   | 305   |
| 4    | Kimi Raikkonen     | 4   | 5   | 4   | 3   | Ret | 2   | 7   | 14† | 5   | 3   | 2   | 4   | 5   | Ret | NVS | 5   | 3   | 3   | 3   | 4   | 205   |
| 5    | Daniel Ricciardo   | Ret | 4   | 5   | Ret | 3   | 3   | 3   | 1   | 3   | 5   | Ret | 3   | 4   | 2   | 3   | 3   | Ret | Ret | 6   | Ret | 200   |
| 6    | Max Verstappen     | 5   | 3   | Ret | 5   | Ret | 5   | Ret | Ret | Ret | 4   | 5   | Ret | 10  | Ret | 1   | 2   | 4   | 1   | 5   | 5   | 168   |
| 7    | Sergio Pérez       | 7   | 9   | 7   | 6   | 4   | 13  | 5   | Ret | 7   | 9   | 8   | 17† | 9   | 5   | 6   | 7   | 8   | 7   | 9   | 7   | 100   |
| 8    | Esteban Ocon       | 10  | 10  | 10  | 7   | 5   | 12  | 6   | 6   | 8   | 8   | 9   | 9   | 6   | 10  | 10  | 6   | 6   | 5   | Ret | 8   | 87    |
| 9    | Carlos Sainz       | 8   | 7   | Ret | 10  | 7   | 6   | Ret | 8   | Ret | Ret | 7   | 10  | 14  | 4   | Ret | Ret | 7   | Ret | 11  | Ret | 54    |
| 10   | Nico Hulkenberg    | 11  | 12  | 9   | 8   | 6   | Ret | 8   | Ret | 13  | 6   | 17  | 6   | 13  | Ret | 16  | Ret | Ret | Ret | 10  | 6   | 43    |
| 11   | Felipe Massa       | 6   | 14  | 6   | 9   | 13  | 9   | Ret | Ret | 9   | 10  | Les | 8   | 8   | 11  | 9   | 10  | 9   | 11  | 7   | 10  | 43    |
| 12   | Lance Stroll       | Ret | Ret | Ret | 11  | 16  | 15† | 9   | 3   | 10  | 16  | 14  | 11  | 7   | 8   | 8   | Ret | 11  | 6   | 16  | 18  | 40    |
| 13   | Romain Grosjean    | Ret | 11  | 8   | Ret | 10  | 8   | 10  | 13  | 6   | 13  | Ret | 7   | 15  | 9   | 13  | 9   | 14  | 15  | 15  | 11  | 28    |
| 14   | Kevin Magnussen    | Ret | 8   | Ret | 13  | 14  | 10  | 12  | 7   | Ret | 12  | 11  | 15  | 11  | Ret | 12  | 8   | 16  | 8   | Ret | 13  | 19    |
| 15   | Fernando Alonso    | Ret | Ret | 14† | NVS | 12  | -   | 16† | 9   | Ret | Ret | 6   | Ret | 17† | Ret | 11  | 11  | Ret | 10  | 8   | 9   | 17    |
| 16   | Stoffel Vandoorne  | 13  | Ret | NVS | 14  | Ret | Ret | 14  | 12  | 12  | 11  | 10  | 14  | Ret | 7   | 7   | 14  | 12  | 12  | Ret | 12  | 13    |
| 17   | Jolyon Palmer      | Ret | 13  | 13  | Ret | 15  | 11  | 11  | Ret | 11  | NVS | 13  | 13  | Ret | 6   | 15  | 12  | -   | -   | -   | -   | 8     |
| 18   | Pascal Wehrlein    | -   | -   | 11  | 16  | 8   | Ret | 15  | 10  | 14  | 17  | 15  | Ret | 16  | 12  | 17  | 15  | Ret | 14  | 14  | 14  | 5     |
| 19   | Daniil Kvyat       | 9   | Ret | 12  | 12  | 9   | 14† | Ret | Ret | 16  | 15  | 12  | 12  | 12  | Ret | -   | -   | 10  | -   | -   | -   | 5     |
| 20   | Marcus Ericsson    | Ret | 15  | Ret | 15  | 11  | Ret | 13  | 11  | 15  | 14  | 16  | 16  | 18† | Ret | 18  | Ret | 15  | Ret | 14  | 17  | 0     |
| 21   | Pierre Gasly       | -   | -   | -   | -   | -   | -   | -   | -   | -   | -   | -   | -   | -   | -   | 14  | 13  | -   | 13  | 12  | 16  | 0     |
| 22   | Brendon Hartley    | -   | -   | -   | -   | -   | -   | -   | -   | -   | -   | -   | -   | -   | -   | -   | -   | 13  | Ret | Ret | 15  | 0     |
| 23   | Antonio Giovinazzi | 12  | Ret | -   | -   | -   | -   | -   | -   | -   | -   | -   | -   | -   | -   | -   | -   | -   | -   | -   | -   | 0     |
| 24   | Jenson Button      | -   | -   | -   | -   | -   | Ret | -   | -   | -   | -   | -   | -   | -   | -   | -   | -   | -   | -   | -   | -   | 0     |
| 25   | Paul di Resta      | -   | -   | -   | -   | -   | -   | -   | -   | -   | -   | Ret | -   | -   | -   | -   | -   | -   | -   | -   | -   | 0     |
| Pos. | Pilot              | AUS | CHN | BHR | RUS | ESP | MON | CAN | AZE | AUT | GBR | HON | BEL | ITA | SIN | MYS | JPN | USA | MEX | BRA | ABU | Punts |

| Color    | Llegenda                          |
| -------- | --------------------------------- |
| Or       | Guanyador                         |
| Argent   | 2n lloc                           |
| Bronze   | 3r lloc                           |
| Verd     | Posició amb punts                 |
| Blau     | Posició sense punts               |
| Lila     | Retirat (Ret)                     |
| Salmó    | No classificat (NVQ)              |
| Negre    | Desqualificat (DSQ)               |
| Blau cel | Test divendres (TD) - (2003-2007) |
| Blanc    | No va sortir (NVS)                |
| Blanc    | No va entrenar (NVP)              |
| Blanc    | Lesió (Les)                       |
| Blanc    | Exclòs (EX)                       |

| Estat   | Resultat                                                     |
| Negreta | Pole position                                                |
| Cursiva | Volta ràpida                                                 |
| †       | Abandona, però es classifica en completar el 90% de la cursa |

### Estadístiques del Campionat de Pilots
| Pos. | Pilot              | Escuderia            | Grans Premis | Carreres començades | Victòries | Podis | Poles | Voltes ràpides | Pilot del dia | Punts |
| ---- | ------------------ | -------------------- | ------------ | ------------------- | --------- | ----- | ----- | -------------- | ------------- | ----- |
| 1    | Lewis Hamilton     | Mercedes             | 20           | 20                  | 9         | 13    | 11    | 7              | 3             | 363   |
| 2    | Sebastian Vettel   | Ferrari              | 20           | 20                  | 5         | 13    | 4     | 5              | 7             | 317   |
| 3    | Valtteri Bottas    | Mercedes             | 20           | 20                  | 3         | 13    | 4     | 2              | 3             | 305   |
| 4    | Kimi Räikkönen     | Ferrari              | 20           | 19                  | 0         | 7     | 1     | 2              | 1             | 205   |
| 5    | Daniel Ricciardo   | Red Bull             | 20           | 20                  | 1         | 9     | 0     | 1              | 2             | 200   |
| 6    | Max Verstappen     | Red Bull             | 20           | 20                  | 2         | 4     | 0     | 1              | 3             | 168   |
| 7    | Sergio Pérez       | Force India          | 20           | 20                  | 0         | 0     | 0     | 1              | 0             | 100   |
| 8    | Esteban Ocon       | Force India          | 20           | 20                  | 0         | 0     | 0     | 0              | 0             | 87    |
| 9    | Carlos Sainz       | Toro Rosso · Renault | 20           | 20                  | 0         | 0     | 0     | 0              | 0             | 54    |
| 10   | Felipe Massa       | Williams             | 19           | 19                  | 0         | 0     | 0     | 0              | 0             | 43    |
| 11   | Nico Hülkenberg    | Renault              | 20           | 19                  | 0         | 0     | 0     | 0              | 0             | 43    |
| 12   | Lance Stroll       | Williams             | 20           | 20                  | 0         | 1     | 0     | 0              | 1             | 40    |
| 13   | Romain Grosjean    | Haas                 | 20           | 20                  | 0         | 0     | 0     | 0              | 0             | 28    |
| 14   | Kevin Magnussen    | Haas                 | 20           | 20                  | 0         | 0     | 0     | 0              | 0             | 19    |
| 15   | Fernando Alonso    | McLaren              | 19           | 18                  | 0         | 0     | 0     | 1              | 0             | 17    |
| 16   | Stoffel Vandoorne  | McLaren              | 20           | 19                  | 0         | 0     | 0     | 0              | 0             | 13    |
| 17   | Jolyon Palmer      | Renault              | 16           | 15                  | 0         | 0     | 0     | 0              | 0             | 8     |
| 18   | Daniil Kvyat       | Toro Rosso           | 15           | 15                  | 0         | 0     | 0     | 0              | 0             | 5     |
| 19   | Pascal Wehrlein    | Sauber               | 18           | 18                  | 0         | 0     | 0     | 0              | 0             | 5     |
| 20   | Marcus Ericsson    | Sauber               | 20           | 20                  | 0         | 0     | 0     | 0              | 0             | 0     |
| 21   | Pierre Gasly       | Toro Rosso           | 5            | 5                   | 0         | 0     | 0     | 0              | 0             | 0     |
| 22   | Brendon Hartley    | Toro Rosso           | 4            | 4                   | 0         | 0     | 0     | 0              | 0             | 0     |
| 23   | Antonio Giovinazzi | Sauber               | 2            | 2                   | 0         | 0     | 0     | 0              | 0             | 0     |
| 24   | Jenson Button      | McLaren              | 1            | 1                   | 0         | 0     | 0     | 0              | 0             | 0     |
| 25   | Paul di Resta      | Williams             | 1            | 1                   | 0         | 0     | 0     | 0              | 0             | 0     |

### Campionat de Constructors
| Pos. | Escuderia   | Núm. | AUS | CHN | BHR | RUS | ESP | MON | CAN | AZE | AUT | GBR | HON | BEL | ITA | SIN | MYS | JPN | USA | MEX | BRA | ABU | Pts. |
| ---- | ----------- | ---- | --- | --- | --- | --- | --- | --- | --- | --- | --- | --- | --- | --- | --- | --- | --- | --- | --- | --- | --- | --- | ---- |
| 1    | Mercedes    | 44   | 2   | 1   | 2   | 4   | 1   | 7   | 1   | 5   | 4   | 1   | 4   | 1   | 1   | 1   | 2   | 1   | 1   | 9   | 4   | 2   | 668  |
| 1    | Mercedes    | 77   | 3   | 6   | 3   | 1   | Ret | 4   | 2   | 2   | 1   | 2   | 3   | 5   | 2   | 3   | 5   | 4   | 5   | 2   | 2   | 1   | 668  |
| 2    | Ferrari     | 5    | 1   | 2   | 1   | 2   | 2   | 1   | 4   | 4   | 2   | 7   | 1   | 2   | 3   | Ret | 4   | Ret | 2   | 4   | 1   | 3   | 522  |
| 2    | Ferrari     | 7    | 4   | 5   | 4   | 3   | Ret | 2   | 7   | 14† | 5   | 3   | 2   | 4   | 5   | Ret | NVS | 5   | 3   | 3   | 3   | 4   | 522  |
| 3    | Red Bull    | 3    | Ret | 4   | 5   | Ret | 3   | 3   | 3   | 1   | 3   | 5   | Ret | 3   | 4   | 2   | 3   | 3   | Ret | Ret | 6   | Ret | 368  |
| 3    | Red Bull    | 33   | 5   | 3   | Ret | 5   | Ret | 5   | Ret | Ret | Ret | 4   | 5   | Ret | 10  | Ret | 1   | 2   | 4   | 1   | 5   | 5   | 368  |
| 4    | Force India | 11   | 7   | 9   | 7   | 6   | 4   | 13  | 5   | Ret | 7   | 9   | 8   | 17  | 9   | 5   | 6   | 7   | 8   | 7   | 9   | 7   | 187  |
| 4    | Force India | 31   | 10  | 10  | 10  | 7   | 5   | 12  | 6   | 6   | 8   | 8   | 9   | 9   | 6   | 10  | 10  | 6   | 6   | 5   | Ret | 8   | 187  |
| 5    | Williams    | 18   | Ret | Ret | Ret | 11  | 16  | 15† | 9   | 3   | 10  | 16  | 14  | 11  | 7   | 8   | 8   | Ret | 11  | 6   | 16  | 18  | 83   |
| 5    | Williams    | 19   | 6   | 14  | 6   | 9   | 13  | 9   | Ret | Ret | 9   | 10  | Les | 8   | 8   | 11  | 9   | 16  | 9   | 11  | 7   | 10  | 83   |
| 5    | Williams    | 40   | -   | -   | -   | -   | -   | -   | -   | -   | -   | -   | Ret | -   | -   | -   | -   | -   | -   | -   | -   |     | 83   |
| 6    | Renault     | 27   | 11  | 12  | 9   | 8   | 6   | Ret | 8   | Ret | 13  | 6   | 17† | 6   | 13  | Ret | 16  | Ret | Ret | Ret | 10  | 6   | 57   |
| 6    | Renault     | 30   | Ret | 13  | 13  | Ret | 15  | 11  | 11  | Ret | 11  | Ret | 12  | 13  | Ret | 6   | 15  | 12  | -   | -   | -   | -   | 57   |
| 6    | Renault     | 28   | -   | -   | -   | -   | -   | -   | -   | -   | -   | -   | -   | -   | -   | -   | -   | -   | 7   | Ret | 11  | Ret | 57   |
| 7    | Toro Rosso  | 10   | -   | -   | -   | -   | -   | -   | -   | -   | -   | -   | -   | -   | -   | -   | 14  | 13  | -   | 13  | 12  | 16  | 53   |
| 7    | Toro Rosso  | 26   | 9   | Ret | 12  | 12  | 9   | 14† | Ret | Ret | 16  | 15  | 13  | 12  | 12  | Ret | -   | -   | 10  | -   | -   | -   | 53   |
| 7    | Toro Rosso  | 28   | -   | -   | -   | -   | -   | -   | -   | -   | -   | -   | -   | -   | -   | -   | -   | -   | 13  | Ret | Ret | 15  | 53   |
| 7    | Toro Rosso  | 55   | 8   | 7   | Ret | 10  | 7   | 6   | Ret | 8   | Ret | Ret | 7   | 10  | 14  | 4   | Ret | Ret | -   | -   | -   | -   | 53   |
| 8    | Haas        | 8    | Ret | 11  | 8   | Ret | 10  | 8   | 10  | 13  | 6   | 13  | Ret | 7   | 15  | 9   | 13  | 9   | 14  | 15  | 15  | 11  | 47   |
| 8    | Haas        | 20   | Ret | 8   | Ret | 13  | 14  | 10  | 12  | 7   | Ret | 12  | 11  | 15  | 11  | Ret | 12  | 8   | 16  | 8   | Ret | 13  | 47   |
| 9    | McLaren     | 2    | 13  | Ret | NVS | 14  | Ret | Ret | 14  | 12  | 12  | 11  | 10  | 14  | Ret | 7   | 7   | 14  | 12  | 12  | Ret | 12  | 30   |
| 9    | McLaren     | 14   | Ret | Ret | 14† | NVS | 12  | -   | 16† | 9   | Ret | Ret | 6   | Ret | 17† | Ret | 11  | 11  | Ret | 10  | 8   | 9   | 30   |
| 9    | McLaren     | 22   | -   | -   | -   | -   | -   | Ret | -   | -   | -   | -   | -   | -   | -   | -   | -   | -   | -   | -   | -   | -   | 30   |
| 10   | Sauber      | 9    | Ret | 15  | Ret | 15  | 11  | Ret | 13  | 11  | 15  | 14  | 16  | 16  | Ret | Ret | 18  | Ret | 15  | Ret | 13  | 17  | 5    |
| 10   | Sauber      | 36   | 12  | Ret | -   | -   | -   | -   | -   | -   | -   | -   | -   | -   | -   | -   | -   | -   | -   | -   | -   | -   | 5    |
| 10   | Sauber      | 94   | -   | -   | 11  | 16  | 8   | Ret | 15  | 10  | 14  | 17  | 15  | Ret | 16  | 12  | 17  | 15  | Ret | 14  | 14  | 14  | 5    |
| Pos. | Escuderia   | Núm. | AUS | CHN | BHR | RUS | ESP | MON | CAN | AZE | AUT | GBR | HON | BEL | ITA | SIN | MYS | JPN | USA | MEX | BRA | ABU | Pts. |

| Color    | Llegenda                          |
| -------- | --------------------------------- |
| Or       | Guanyador                         |
| Argent   | 2n lloc                           |
| Bronze   | 3r lloc                           |
| Verd     | Posició amb punts                 |
| Blau     | Posició sense punts               |
| Lila     | Retirat (Ret)                     |
| Salmó    | No classificat (NVQ)              |
| Negre    | Desqualificat (DSQ)               |
| Blau cel | Test divendres (TD) - (2003-2007) |
| Blanc    | No va sortir (NVS)                |
| Blanc    | No va entrenar (NVP)              |
| Blanc    | Lesió (Les)                       |
| Blanc    | Exclòs (EX)                       |

| Estat   | Resultat                                                     |
| Negreta | Pole position                                                |
| Cursiva | Volta ràpida                                                 |
| †       | Abandona, però es classifica en completar el 90% de la cursa |

### Estadístiques del Campionat de Constructors
| Pos. | Escuderia   | Xassís           | Motor     | Grans Premis | Carreras començades | Victòries | Podis | Poles | Voltes ràpides | Punts |
| ---- | ----------- | ---------------- | --------- | ------------ | ------------------- | --------- | ----- | ----- | -------------- | ----- |
| 1    | Mercedes    | F1 W08 EQ Power+ | Mercedes  | 20           | 20                  | 12        | 26    | 15    | 9              | 668   |
| 2    | Ferrari     | SF70-H           | Ferrari   | 20           | 20                  | 5         | 20    | 5     | 7              | 522   |
| 3    | Red Bull    | RB13             | TAG Heuer | 20           | 20                  | 3         | 13    | 0     | 2              | 368   |
| 4    | Force Índia | VJM10            | Mercedes  | 20           | 20                  | 0         | 0     | 0     | 1              | 187   |
| 5    | Williams    | FW40             | Mercedes  | 20           | 20                  | 0         | 1     | 0     | 0              | 83    |
| 6    | Renault     | RS17             | Renault   | 20           | 20                  | 0         | 0     | 0     | 0              | 57    |
| 7    | Toro Rosso  | STR12            | Renault   | 20           | 20                  | 0         | 0     | 0     | 0              | 53    |
| 8    | Haas        | VF-17            | Ferrari   | 20           | 20                  | 0         | 0     | 0     | 0              | 47    |
| 9    | McLaren     | MCL32            | Honda     | 20           | 20                  | 0         | 0     | 0     | 1              | 30    |
| 10   | Sauber      | C36              | Ferrari   | 20           | 20                  | 0         | 0     | 0     | 0              | 5     |